# Марк (Петровций)
Митрополи́т Марк (в миру Никола́й Ива́нович Петро́вций (также употребляется форма Петровцы); укр. Микола Іванович Петровцій; род. 6 декабря 1951, село Приборжавское, Иршавский район, Закарпатская область, УССР) — архиерей Украинской православной церкви, с 14 декабря 2007 года управляет Хустской и Виноградовской епархией УПЦ; постоянный член Священного Синода УПЦ , член Межсоборного присутствия православной церкви. Тезоименитство — 8 мая.

## Биография
Родился 6 декабря 1951 года в селе Приборжавском Иршавского района Закарпатской области в семье рабочего. Его старший брат — епископ Мефодий (с 22 ноября 1998 года почислен на покой).
Окончил среднюю школу, а с 1970 по 1972 год служил в рядах Советской Армии.
С 1972 по 1973 год работал в Троице-Сергиевой Лавре разнорабочим.
В 1973 году поступил в 4-й класс Московской духовной семинарии.
В феврале 1974 года был зачислен в братство Троице-Сергиевой Лавры.
6 марта 1974 года пострижен в монашество.
17 марта 1974 года епископом Дмитровским Владимиром, ректором Московских духовных академии и семинарии, рукоположён во иеродиакона, а 7 апреля того же года архиепископом Сергием — во иеромонаха.
В 1978 году окончил Московскую духовную академию и был назначен преподавателем Московской духовной семинарии.
С 1973 по 1982 год был келейником наместника Троице-Сергиевой Лавры архимандрита Иеронима (Зиновьева), после чего патриархом Пименом был возведён в сан архимандрита и назначен благочинным Троице-Сергиевой Лавры.
Затем, с 26 июня 1985 года, был наместником Успенской Почаевской Лавры.

### Архиерейство
Постановлением патриарха Пимена и Священного Синода от 19 июля 1988 года архимандриту Марку (Петровцы) было определено быть епископом Кременецким, викарием Львовской епархии.
27 июля 1988 года во Владимирском кафедральном соборе в Киеве после всенощного бдения наречение архимандрита Марка во епископа Кременецкого совершили митрополиты Киевский и Галицкий Филарет (Денисенко) (патриарший экзарх Украины), Львовский и Тернопольский Никодим (Руснак), архиепископы Черниговский и Нежинский Антоний (Вакарик), Харьковский и Богодуховский Ириней (Середний), Волынский и Ровенский Варлаам (Ильющенко), Аргентинский и Южноамериканский Лазарь (Швец) (патриарший экзарх Центральной и Южной Америки), епископы Мукачевский и Ужгородский Дамаскин (Бодрый), Кировоградский и Николаевский Севастиан (Пилипчук), Переяслав-Хмельницкий Палладий (Шиман), а также находящийся на покое епископ Василий (Родзянко) (Православная Церковь в Америке).
Хиротония состоялась 28 июля 1988 года.
Определением Священного Синода Русской Православной Церкви от 27—28 декабря 1988 года новопоставленный епископ Марк был назначен правящим епископом Тернопольской епархии с титулом «Тернопольский и Кременецкий».
Затем, Синодальным определением от 10—11 апреля 1989 года он был переведён на Аргентинскую и Южноамериканскую кафедру (возможно, кратковременно совмещал это служение с должностью экзарха Центральной и Южной Америки, но 30—31 января 1990 года этот экзархат был упразднён).
Решением Священного Синода от 1 ноября 1993 года епископу Марку было определено быть епископом Каширским, викарием Московской епархии, управляющим патриаршими приходами в Канаде. Это было самое длительное церковное послушание Владыки Марка, которое он добросовестно исполнял почти 12 лет.
19 февраля 1999 году указом Патриарха Алексия II удостоен сана архиепископа.
20 апреля 2005 года Священным Синодом РПЦ отозван из Канады «в связи с окончанием срока командировки».
23 мая 2005 года решением Священного Синода УПЦ назначен архиепископом Сумским и Ахтырским.
Решением Священного Синода УПЦ от 31 мая 2007 включён в состав постоянных членов Священного Синода УПЦ.
Решением Священного Синода Украинской Православной Церкви от 14 декабря 2007 года владыка Марк был переведён на Хустскую кафедру, со временным управлением (до 23 декабря) Мукачевской епархией.
С 27 июля 2009 года — член Межсоборного присутствия Русской Православной Церкви.
28 августа 2014 года Успенском соборе Киево-Печерской лавры митрополитом Киевским и всея Украины Онуфрием (Березовским) возведён в сан митрополита. 17 августа 2015 года там же митрополитом Киевским и всея Украины Онуфрием (Березовским) удостоен права ношения второй панагии.

## Награды
- Орден Дружбы (11 августа 2000 года) — за большой вклад в развитие духовных и культурных связей зарубежной общественности с Россией[6]
- Орден святителя Иннокентия, митрополита Московского и Коломенского II степени (2012)[7]

## Публикации
- В обновлённом трапезном храме Лавры Сергиевой // Журнал Московской Патриархии. 1977. — № 2. — С. 21.
- Освящение обновлённых храмов Троице-Сергиевой Лавры // Журнал Московской Патриархии. 1980. — № 4. — С. 9-10.
- Освящение обновлённого Явленского храма в Троице-Сергиевой Лавре // Журнал Московской Патриархии. 1981. — № 1. — С. 8.